# Ailurus fulgens
Panda fuligineux, Petit panda de l’Inde
Ceci est un article sur le petit panda de l’Inde ; pour consulter l’article sur le Panda roux en général, voir Ailurus
Espèce
Synonymes
- Ailurus fulgens fulgens Auteur, date [1]

Ailurus fulgens, le panda fuligineux, également désigné sous les noms de panda éclatant, encore Petit panda de l'Inde, est une espèce de mammifères arboricoles de la famille des Ailuridae, originaire de l’Inde, du Népal, du Bhoutan ainsi que dans du Sud-Est du Tibet. Longtemps considérée comme un genre monotypique, elle est désormais reconnue comme une espèce distincte de l’espèce Ailurus styani sur la base de données génétiques et morphologiques.

## Description
Les deux espèces de pandas roux atteignent une longueur tête-corps de 50 à un peu plus de 70 cm, avec une queue mesurant environ 30 à 50 cm. Leur poids varie entre 3 et 6 kg. La tête est ronde, le museau court. Le pelage du dos est brun-châtain, tandis que le ventre, les pattes avant et arrière sont noirs. Les plantes des pattes sont couvertes de poils. Les femelles possèdent huit tétines.
Le panda fuligineux se distingue du panda roux de Styan par un crâne plus petit et un front moins bombé, une largeur de l’arc zygomatique plus étroite, ainsi que des dents plus fines. Son pelage est légèrement plus clair et, en hiver, plus court (40 à 50 mm contre 70 mm). La queue présente une annelure moins marquée et le visage est moins roux que chez le panda de Styan, apparaissant souvent plutôt blanchâtre, avec de larges taches blanches peu délimitées,,,,

### Activité
Dans le parc national de Langtang (Népal), les territoires d’individus étudiés s’étendaient de 1,02 à 9,62 km². Le bambou constitue la base de l’alimentation des pandas. Les genres les plus importants pour leur alimentation sont Chimonocalamus, Phyllostachys et Thamnocalamus. Les espèces de bambous riches en nutriments, comme le bambou canne à sucre (Himalayacalamus falconeri), et les jeunes pousses sont préférées. Le régime alimentaire inclut également des lichens, des racines, de petits vertébrés, des œufs d’oiseaux et des insectes.

## Répartition et Habitat

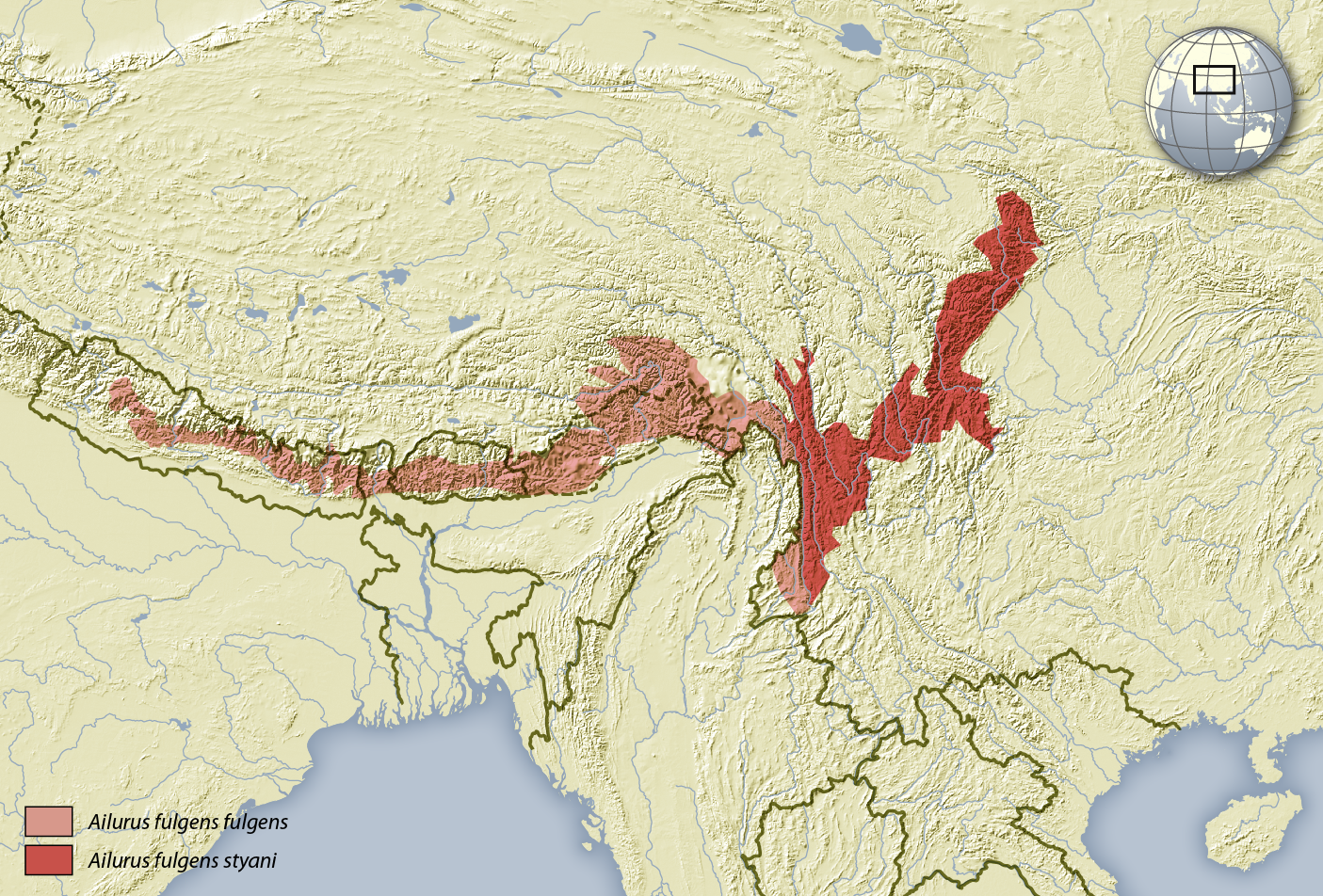
En rose : aire de répartition du panda fuligineux

Le panda fuligineux habite les forêts tempérées du Népal, du nord-est de l’Inde (Arunachal Pradesh et Sikkim), du Bhoutan et du sud-est du Tibet (districts de Mêdog et Zayü), à des altitudes comprises entre 1 500 et 4 800 mètres. La zone la plus occidentale connue est le district de Mugu, dans l’ouest du Népal, tandis que la limite orientale atteint la rive occidentale du Brahmapoutre ou du Salouen.
Les forêts sont dominées par des feuillus sempervirents et des conifères, notamment des érables, chênes, marronniers et noyers, ainsi que des tsugas et des sapins. Dans le sud de la zone de répartition, les précipitations annuelles atteignent 350 cm, tandis qu’au nord elles descendent à 130 cm.
Dans le parc national de Singalila (Inde), les pandas sont particulièrement abondants entre 2 800 et 3 600 m d’altitude. On y trouve denses fourrés de bambous et une canopée continue formée par de hauts arbres.
Parmi les autres mammifères partageant cet habitat figurent le langur de l’Himalaya, le muscidé de l’Himalaya, le goral gris, le cerf élaphe du Tibet, l’écureuil volant géant tacheté, le dhole, l’ours à collier, la martre à gorge jaune et le léopard. Les oiseaux abondants dans cette région incluent des phasianidés, des grives et des gobe-mouches.

## Dénominations
- Nom scientifique valide : Ailurus fulgens (Cuvier, 1825)[11].
- Nom vernaculaire normalisé (Langue locale) :
- Nom normalisé anglais : Himalayan red panda
- Noms vulgaires : Panda fuligineux[12],[13] ou Panda fuligineux[12]
- Noms vernaculaires, couramment utilisés en français : Petit panda, Panda roux

## Systématique
Le panda roux a été décrit pour la première fois en 1825 par Frédéric Cuvier. Son nom scientifique est Ailurus fulgens. Longtemps considérée comme une espèce unique, Ailurus fulgens a été divisée en deux sous-espèces sur la base de différences morphologiques, géographiques et génétiques :
- le panda fuligineux (Ailurus fulgens fulgens), qui vit dans l’ouest de la distribution ;
- le panda de Styan (Ailurus fulgens styani), vivant à l’est, notamment dans le nord du Myanmar et le sud-ouest de la Chine.

Des analyses génétiques récentes, ont confirmé cette distinction et suggèrent même que les deux formes devraient être élevées au rang d’espèces distinctes, séparées par le cours du Brahmapoutre supérieur, notamment à la hauteur de la rivière Siang en Arunachal Pradesh.

## Menaces et protection
La fragmentation de l’habitat, les dérangements anthropiques, les braconnages et les attaques de chiens errants comptent parmi les principales menaces pesant sur les populations de pandas roux.
Le panda roux est classé comme espèce en danger sur la Liste rouge de l'UICN, en raison du déclin continu de ses effectifs.
L’Appendice I de la CITES interdit son commerce international.
En raison des nouvelles données génétiques, il est recommandé de gérer les deux espèces séparément, tant dans les programmes de conservation in situ qu’ex situ (zoos, élevage, réintroductions),,.

## Notés et références
- (de) Cet article est partiellement ou en totalité issu de l’article de Wikipédia en allemand intitulé « Westlicher Kleiner Panda » (voir la liste des auteurs).

1. ↑  GBIF Secretariat. GBIF Backbone Taxonomy. Checklist dataset https://doi.org/10.15468/39omei accessed via GBIF.org, consulté le 5 juillet 2025.
2. 1 2 3 4  F. Wei & Z. Zhang : Family Ailuridae (Red Panda) in Don E. Wilson & Russell A. Mittermeier (dir.) : Handbook of the Mammals of the World – Volume 1 Carnivores. Lynx Editions, 2009,  (ISBN 978-84-96553-49-1), p. 503.
3. 1 2 3 4 5  Yibo Hu, Arjun Thapa, Huizhong Fan, Tianxiao Ma, Qi Wu, Shuai Ma, Dongling Zhang, Bing Wang, Min Li, Li Yan et Fuwen Wei. 2020. Genomic Evidence for Two Phylogenetic Species and Long-term Population Bottlenecks in Red Pandas. Science Advances. 6(9) : eaax5751. DOI:10.1126/sciadv.aax5751
4. ↑  Pocock, R.I. (1941) Fauna of British India, including Ceylon and Burma. Mammalia. Vol. 2. Taylor and Francis, London. p. 258–264.
5. ↑  Glover, A. M. (1938) The Mammals of China and Mongolia. New York : American Museum of Natural History. p. 314–317.
6. ↑  Ailurus fulgens & A. styani • Genomic Evidence for Two Phylogenetic Species and Long-term Population Bottlenecks in Red Pandas, Species new to Science, 26 février 2020.
7. 1 2 3 4  Miles S. Roberts & John L. Gittleman : Ailurus fulgens. In : Mammalian Species n° 222, 1984, p. 1–8. PDF
8. ↑  F. Wei & Z. Zhang (2009), p. 501.
9. 1 2  Bheem Dutt Joshi, Supriyo Dalui, Sujeet Kumar Singh, Tanoy Mukherjee, Kailash Chandra, Lalit Kumar Sharma, Mukesh Thakur : Siang river in Arunachal Pradesh splits red panda into two phylogenetic species. Mammalian Biology (janvier 2021) 101 : 121–124.
10. ↑  F. Wei & Z. Zhang : Family Ailuridae (Red Panda), in Wilson & Mittermeier (2009), p. 499.
11. ↑  GBIF Secretariat. GBIF Backbone Taxonomy. Checklist dataset https://doi.org/10.15468/39omei accessed via GBIF.org, consulté le 27 juillet 2025.
12. 1 2  Le panda roux, Firefox ! sur le site du zoo de la Palmyre.
13. ↑  (en) Murray Wrobel, 2007. Elsevier's dictionary of mammals: in Latin, English, German, French and Italian. Elsevier, 2007.  (ISBN 0444518770), 9780444518774. 857 pages. Rechercher dans le document numérisé.
14. ↑  E. Geoffroy Saint-Hilaire & F. Cuvier : Histoire naturelle des mammifères avec des figures originales coloriées, dessinées d’après les animaux vivants. pt. 4, 5(50) : "Panda", 3 pp., 1 pl.
15. ↑  Gege Li : Red panda genes suggest there are actually two different species, New Scientist, 26 février 2020.
16. ↑  Daniel Lingenhöhl : Nicht ein Katzenbär, sondern zwei, Spektrum.de, 28 février 2020.